# Władysław Olędzki
Władysław Erazm Olędzki h. Rawicz ps. Papa (ur. 2 czerwca 1892 w Warszawie, zm. w grudniu 1944 w Skierniewicach) – nauczyciel, harcmistrz.

## Życiorys
Urodził się 2 czerwca 1892 w Warszawie. Był synem Konstantego, urzędnika kolejowego i Marii z Klimowiczów.  W 1910 ukończył szkołę techniczną w Warszawie. W 1912 założył na Ursynowie k. Warszawy I Ursynowską Drużynę Harcerzy im. J. U. Niemcewicza. Pracę nauczyciela wychowania fizycznego rozpoczął w 1916 w szkole realnej i równocześnie w gimnazjum męskim.
W latach 1920–1929 był nauczycielem wychowania fizycznego w Ursynowie k. Warszawy, w latach 1926–1932 w Gimnazjum Władysława Giżyckiego w Warszawie, a w latach 1932–1937 w I Państwowym Gimnazjum i Liceum im. Stefana Batorego również w Warszawie. Od września 1937 pracował w Kuratorium Okręgu Szkolnego m.st. Warszawy na stanowisku naczelnika wydziału Wychowania Fizycznego. W okresie pracy w Ursynowie ukończył Centralny Instytut Wychowania Fizycznego.
Z ruchem młodzieżowym Władysław Olędzki zetknął się wcześnie. Początkowo działał w „Junactwie” jako drużynowy I Drużyny Junackiej im. ks. Józefa Poniatowskiego w Warszawie, później jako członek komendy, a od 1916 jako komendant Okręgu Lubelskiego.
W tym też czasie należał do POW. Następnie we wszystkich kolejno szkołach, w których uczył był równocześnie drużynowym drużyn harcerzy. W latach 1933–1935 był komendantem Warszawskiej Chorągwi Harcerzy. Brał udział w licznych zlotach krajowych i zagranicznych:
- w 1928 prowadzona przez niego I Ursynowska Drużyna Harcerzy zajęła I miejsce na Międzynarodowym Zlocie Skautów Wodnych na Węgrzech
- w 1929 uczestniczył w Jamboree w Anglii
- w 1933 uczestniczył w Jamboree na Węgrzech
- zimą 1933/4 był komendantem obozu zimowego Warszawskiej Chorągwi Harcerzy w Krynicy
- w 1935 był komendantem IV podobozu na Jubileuszowym Zlocie ZHP w Spale
- w sierpniu 1935 brał udział w wyprawie s/y Zawisza Czarny do Szwecji
- w 1936 przebywał wraz ze swą 23 Warszawską Drużyną Harcerzy jako reprezentacją ZHP na Olimpiadzie w Berlinie
- w 1937 uczestniczył w Jamboree w Holandii

We wrześniu 1939 ewakuowany wraz z kuratorium znalazł się w Wilnie. Pracował tam w Wileńskiej Komendzie Chorągwi Szarych Szeregów pod kryptonimem „Brama”. Został aresztowany w styczniu 1941. Uciekł z transportu w czerwcu i przedostał się do Warszawy. Tu pracował nadal w Szarych Szeregach, pełniąc m.in. w latach 1943–1944 w Głównej Kwaterze („Pasiece”) funkcję kierownika Zastępu Wizytatorów tzw. „Polski Centralnej”, obejmującej chorągwie: warszawską („Ul Wisła”), mazowiecką („Ul Puszcza”), radomską („Ul Rady”) i lubelską („Ul Zboże”). Pracował też w tajnym nauczaniu, zorganizowanym przez tajne Gimnazjum i Liceum im. S. Batorego dla Grup Szturmowych Szarych Szeregów w Warszawie.
W czasie powstania warszawskiego hm. Olędzki pełnił obowiązki Komendanta Warszawskiej Chorągwi Harcerzy w związku z odcięciem od śródmieścia Warszawy ówczesnego komendanta Chorągwi hm. Stefana Mirowskiego. Aresztowany przez Gestapo na terenie Skierniewic w listopadzie 1944 został tam rozstrzelany w grudniu.
Władysław Olędzki posiadał stopień harcmistrza. W związku z jedenastokrotnym uratowaniem życia tonącym, został wyróżniony Harcerskim Medalem za Ratowanie Życia.
Posiadał uzdolnienia i zamiłowania malarskie. Z licznych jego prac (akwaforty, akwarele, drzeworyty) większość zaginęła. Nieliczne znajdują się w posiadaniu rodziny.
Był współautorem dwóch prac wydanych drukiem:
- Starzyński A., Kindler K., Olędzki W., Gry sportowe, Warszawa 1923,
- Olędzki W., Żelazowski Ł., Wychowanie fizyczne w obozach letnich, Warszawa 1932.

16 stycznia 1916 ożenił się z Ireną z hr. Mohlów, z którą miał syna Zbigniewa Stefana (1917–1944) i córkę Stanisławę Sławomirę.

## Ordery i odznaczenia
- Krzyż Niepodległości (23 grudnia 1933)[8]
- Złoty Krzyż Zasługi (11 listopada 1934)[9]